# Presidenti del Comitato olimpico nazionale italiano
Il presidente del Comitato olimpico nazionale italiano è il rappresentante legale dell'ente, nell'ambito dell'ordinamento sportivo nazionale ed internazionale. È eletto dal Consiglio Nazionale, per un quadriennio olimpico, e non può essere rieletto per più di tre mandati.
Dal 26 giugno 2025 il presidente è Luciano Buonfiglio.

## Elenco cronologico
Quella che segue è la lista dei presidenti eletti, ad interim, vicepresidenti facente funzione e dei commissari che si sono succeduti alla guida della Comitato olimpico nazionale italiano.
|                  | Carlo Compans de Brichanteau | 10 giugno 1914    | 1920 | Primo presidente del CONI. |
|                  | Carlo Montù                  | 1920              | 1921 | Presidente eletto dal Consiglio Nazionale del CONI. Si dimette per la mancata assegnazione dei Giochi della VIII Olimpiade a Roma, assegnati dal CIO a Parigi. |
|                  | Francesco Mauro              | 1921              | 12 aprile 1923 | Presidente eletto dal Consiglio Nazionale del CONI. |
|                  | Aldo Finzi                   | 12 aprile 1923    | 6 dicembre 1925 | Presidente eletto dal Consiglio Nazionale del CONI. |
|                  | Lando Ferretti               | 6 dicembre 1925   | 17 settembre 1928 | Presidente eletto dal Consiglio Nazionale del CONI. Lascia la presidenza del CONI, per dirigere l'Ufficio stampa della Presidenza del Consiglio dei ministri. |
|                  | Augusto Turati               | 17 settembre 1928 | 7 ottobre 1930 | Commissario in quanto segretario del Partito Nazionale Fascista, a seguito della rinuncia di Lando Ferretti. |
|                  | Iti Bacci                    | 7 ottobre 1930    | 12 dicembre 1931 | Commissario nominato dal Gran Consiglio del Fascismo. |
|                  | Leandro Arpinati             | 12 dicembre 1931  | 5 maggio 1933 | Presidente nominato dal segretario del Partito Nazionale Fascista. Mantiene per tutto il mandato la precedente carica di presidente della Federazione Italiana Giuoco Calcio. Si dimette per contrasti con il segretario del PNF. |
|                  | Achille Starace              | 5 maggio 1933     | 12 dicembre 1939 | Presidente in quanto segretario del Partito Nazionale Fascista. Lascia la carica per modifica allo Statuto del PNF che aboliva la presidenza del CONI a carico del segretario di partito. |
|                  | Rino Parenti                 | 12 dicembre 1939  | 8 novembre 1940 | Presidente nominato dal segretario del Partito Nazionale Fascista. |
|                  | Raffaele Manganiello         | 8 novembre 1940   | 25 luglio 1943 | Presidente nominato dal Direttorio del Partito Nazionale Fascista. Durante il mandato, con la legge 16/2/1942, n. 426, il CONI è riconosciuto ente di diritto pubblico con personalità giuridica e con organi territoriali. Decade dall'incarico con l'azzeramento di tutte le cariche sportive seguite alla caduta del fascismo. |
|                  | Alberto Bonacossa            | 28 luglio 1943    | 28 settembre 1943 | Commissario straordinario nominato dal Governo Badoglio I. Dal 12 agosto al 21 agosto assume la presidenza di tutte le federazioni affiliate al CONI. |
|                  | Carica vacante               | 28 settembre 1943 | 28 giugno 1944 | Con l'Italia divisa a metà tra la Repubblica Sociale Italiana (al centro-nord) e il Regno d'Italia (al sud), la RSI crea un proprio CONI illegittimo che elegge commissari: - Ettore Rossi (ottobre 1943-14 marzo 1944); - Puccio Pucci (14 marzo 1944-29 agosto 1944). Nel Regno d'Italia viene ricostituito un CONI legittimo solamente nell'estate del 1944, con la liberazione di Roma, con a capo Giulio Onesti quale commissario liquidatore. |
|                  | Giulio Onesti                | 28 giugno 1944    | 21 ottobre 1944 | Commissario liquidatore nominato dal Governo Bonomi II, e disconoscimento di Puccio Pucci quale commissario CONI nominato dalla RSI. Evita lo scioglimento dell'ente e, pertanto, viene nominato commissario straordinario. |
| 21 ottobre 1944  | Giulio Onesti                | 27 luglio 1946    | Commissario straordinario nominato dal Governo Bonomi II. Con la liberazione del centro-nord dalla RSI il 25 aprile 1945, in attesa di riunificare il Paese, il CLN nomina Alessandro Frigerio commissario CONI per l'"Alta Italia". A Paese riunificato, si dimette dopo per far eleggere un nuovo presidente. | |
| 27 luglio 1946   | Giulio Onesti                | 25 novembre 1948  | Presidente eletto dal Consiglio Nazionale del CONI. | |
| 25 novembre 1948 | Giulio Onesti                | 30 ottobre 1952   | Presidente rieletto dal Consiglio Nazionale del CONI. Durante il mandato l'Italia ottiene l'assegnazione dei VII Giochi olimpici invernali a Cortina d'Ampezzo. | |
| 30 ottobre 1952  | Giulio Onesti                | 16 febbraio 1957  | Presidente rieletto dal Consiglio Nazionale del CONI. Durante il mandato l'Italia ospita i VII Giochi olimpici invernali a Cortina d'Ampezzo L'Italia ottiene l'assegnazione dei Giochi della XVII Olimpiade a Roma.                                                                                            | |
| 16 febbraio 1957 | Giulio Onesti                | 28 novembre 1960  | Presidente rieletto dal Consiglio Nazionale del CONI. Durante il mandato l'Italia ospita i Giochi della XVII Olimpiade a Roma. | |
| 28 novembre 1960 | Giulio Onesti                | 27 aprile 1965    | Presidente rieletto dal Consiglio Nazionale del CONI. | |
| 27 aprile 1965   | Giulio Onesti                | 7 maggio 1969     | Presidente rieletto dal Consiglio Nazionale del CONI. | |
| 7 maggio 1969    | Giulio Onesti                | 3 maggio 1973     | Presidente rieletto dal Consiglio Nazionale del CONI. | |
| 3 maggio 1973    | Giulio Onesti                | 29 aprile 1977    | Presidente rieletto dal Consiglio Nazionale del CONI. | |
| 29 aprile 1977   | Giulio Onesti                | 7 luglio 1978     | Presidente rieletto dal Consiglio Nazionale del CONI. Si dimette in quanto dichiarato ineleggibile dal Consiglio di Stato a seguito di nuove norme statali. | |
|                  | Franco Carraro               | 4 agosto 1978     | 1 maggio 1981 | Presidente eletto dal Consiglio Nazionale del CONI. |
| 1 maggio 1981    | Franco Carraro               | 24 aprile 1985    | Presidente rieletto dal Consiglio Nazionale del CONI. | |
| 24 aprile 1985   | Franco Carraro               | 29 luglio 1987    | Presidente rieletto dal Consiglio Nazionale del CONI. Si dimette poiché nominato ministro nel Governo Goria. | |
|                  | Arrigo Gattai                | 29 luglio 1987    | 12 novembre 1987 | Vicepresidente reggente. |
| 12 novembre 1987 | Arrigo Gattai                | 28 aprile 1989    | Presidente eletto dal Consiglio Nazionale del CONI. | |
| 28 aprile 1989   | Arrigo Gattai                | 30 giugno 1993    | Presidente rieletto dal Consiglio Nazionale del CONI. Si ricandida per un terzo mandato ma non viene rieletto. | |
|                  | Mario Pescante               | 30 giugno 1993    | 30 aprile 1997 | Presidente eletto dal Consiglio Nazionale del CONI. |
| 30 aprile 1997   | Mario Pescante               | 13 ottobre 1998   | Presidente rieletto dal Consiglio Nazionale del CONI. Si dimette a séguito dello scandalo che travolse il laboratorio antidoping dell'Acqua Acetosa. | |
|                  | Bruno Grandi                 | 13 ottobre 1998   | 29 gennaio 1999 | Vicepresidente reggente. |
|                  | Gianni Petrucci              | 29 gennaio 1999   | 18 aprile 2001 | Presidente eletto dal Consiglio Nazionale del CONI. Durante il mandato l'Italia ottiene l'assegnazione dei XX Giochi olimpici invernali a Torino. |
| 18 aprile 2001   | Gianni Petrucci              | 19 maggio 2005    | Presidente rieletto dal Consiglio Nazionale del CONI. | |
| 19 maggio 2005   | Gianni Petrucci              | 6 maggio 2009     | Presidente rieletto dal Consiglio Nazionale del CONI. Durante il mandato l'Italia ospita i XX Giochi olimpici invernali a Torino. | |
| 6 maggio 2009    | Gianni Petrucci              | 14 gennaio 2013   | Presidente rieletto dal Consiglio Nazionale del CONI. Si dimette a seguito della sua elezione a presidente della Federazione Italiana Pallacanestro. | |
|                  | Riccardo Agabio              | 14 gennaio 2013   | 19 febbraio 2013 | Vicepresidente reggente. |
|                  | Giovanni Malagò              | 19 febbraio 2013  | 11 maggio 2017 | Presidente eletto dal Consiglio Nazionale del CONI. |
| 11 maggio 2017   | Giovanni Malagò              | 13 maggio 2021    | Presidente rieletto dal Consiglio Nazionale del CONI. Durante il mandato l'Italia ottiene l'assegnazione dei XXV Giochi olimpici invernali a Milano-Cortina d'Ampezzo. | |
| 13 maggio 2021   | Giovanni Malagò              | 26 giugno 2025    | Presidente rieletto dal Consiglio Nazionale del CONI. | |
|                  | Luciano Buonfiglio           | 26 giugno 2025    | in carica | Presidente eletto dal Consiglio Nazionale del CONI. |